# Operador energético
Na mecânica quântica, energia é definida em termos do operador energético, que age numa função de onda num determinado sistema.
O operador energético costuma ser expressado da seguinte forma
{\displaystyle i\hbar {\frac {\partial }{\partial t}}},
agindo na função de onda, a amplitude de probabilidade para diferentes espaços de configuração
{\displaystyle \Psi \left(\mathbf {r} ,t\right)\ .}
Isto corresponde ao segundo termo do lado esquerdo da equação de Schrödinger
{\displaystyle i\hbar {\frac {\partial }{\partial t}}\Psi (\mathbf {r} ,\,t)={\hat {H}}\Psi (\mathbf {r} ,t)\ ,}
onde {\displaystyle i\ } é uma unidade imaginária, {\displaystyle \hbar } é a constante de Planck reduzida, e {\displaystyle {\hat {H}}} é o operador hamiltoniano.
O operador energético corresponde à energia total do sistema. A equação de Schrödinger descreve a dependência do espaço-tempo da lenta mudança da função de onda não relativística dos sistemas quânticos.